# بروس هاغن
بروس هاغن (بالإنجليزية: Bruce Hagen) هو سياسي أمريكي، ولد في 21 يونيو 1930.